# Saha Airlines
Saha Airlines (en persa: هواپیمایی ساها) es una aerolínea con base en Teherán, Irán. Fue fundada en 1990 y es propiedad de la Fuerza Aérea Iraní. 
Saha Airlines fue el último operador civil del Boeing 707 en el mundo.
El 3 de mayo de 2013, se suspendieron todas las operaciones de vuelo. Saha Airlines reanudó sus operaciones en 2017.
En octubre de 2024, la Unión Europea sancionó a Saha Airlines en respuesta a los envíos de misiles y drones de Irán a Rusia para la guerra de Ucrania.

## Destinos
Saha Airlines sirve a los siguientes destinos (en abril de 2023):
| Países | Destinos     | Aeropuertos                              | Notas |
| ------ | ------------ | ---------------------------------------- | ----- |
| Irán   | Ahvaz        | Aeropuerto Internacional de Ahvaz        |       |
| Irán   | Asaluyeh     | Aeropuerto de Asaluyeh                   |       |
| Irán   | Bandar Abbás | Aeropuerto Internacional de Bandar Abbás |       |
| Irán   | Bushehr      | Aeropuerto de Bushehr                    |       |
| Irán   | Chabahar     | Aeropuerto de Chabahar                   |       |
| Irán   | Isfahán      | Aeropuerto de Isfahan                    |       |
| Irán   | Kish         | Aeropuerto Internacional de Kish         |       |
| Irán   | Mashhad      | Aeropuerto Internacional de Mashhad      |       |
| Irán   | Qeshm        | Aeropuerto de Qeshm                      |       |
| Irán   | Rasht        | Aeropuerto de Rasht                      |       |
| Irán   | Sarí         | Aeropuerto de Sarí-Dasht-e Naz           |       |
| Irán   | Shiraz       | Aeropuerto Internacional de Shiraz       |       |
| Irán   | Tabriz       | Aeropuerto Internacional de Tabriz       |       |
| Irán   | Teherán      | Aeropuerto Internacional de Mehrabad     | HUB   |
| Irán   | Yazd         | Aeropuerto de Yazd                       |       |

## Flota

### Flota actual
La flota de Saha Airlines incluye las siguientes aeronaves:
| Aeronaves      | En servicio | Pedidos | Pasajeros (clase única)                            | Matrículas                                         | Antigüedad                                         |
| -------------- | ----------- | ------- | -------------------------------------------------- | -------------------------------------------------- | -------------------------------------------------- |
| Boeing 737-300 | 3           | —       | 148                                                | EP-SIJ                                             | 28,3 años                                          |
| Boeing 737-300 | 3           | —       | 148                                                | EP-SII                                             | 27,9 años                                          |
| Boeing 737-300 | 3           | —       | 148                                                | EP-SIR                                             | 25,8 años                                          |
| Boeing 747-200 | 1           | —       | Carga                                              | EP-SIH                                             | 47,6 años                                          |
| Total          | 4           | —       | Edad media de la flota (julio de 2025): 32,4 años. | Edad media de la flota (julio de 2025): 32,4 años. | Edad media de la flota (julio de 2025): 32,4 años. |

### Flota histórica
| Aeronaves             | Total | Introducido | Retirado | Matrículas                                                                    |
| --------------------- | ----- | ----------- | -------- | ----------------------------------------------------------------------------- |
| Airbus A300-600       | 2     | 2009        | 2012     | EP-SIF y EP-SIG                                                               |
| Boeing 707            | 8     | 1990        | 2013     | EP-SHG, EP-SHJ, EP-NHL, EP-SHF, EP-SHG (rrg. EP-SHV), EP-SHU, EP-SHE y EP-SHK |
| Boeing 747-100        | 1     | 1991        | 2008     | EP-NHR (rrg. EP-NAD y EP-SHD), EP-SHB, EP-SHC,                                |
| Fokker F27 Friendship | 5     | 1992        | 1998     | EP-SHL, EP-SHM, EP-SHN, EP-SHO y 5-8815                                       |

## Incidentes y accidentes
- 20 de abril de 2005: el Vuelo 171 de Saha Air, un Boeing 707, con registro EP-SHE, en vuelo de la Isla de Kish, se estrelló mientras aterrizaba en el Aeropuerto Internacional de Mehrabad, Teherán tras una aproximación desestabilizada y a una velocidad superior a la recomendada. La rueda y/o la suspensión fallaron tras la toma y el avión se salió por el final de la pista. De los doce tripulantes y 157 pasajeros, tan sólo tres murieron.[7]

- 3 de agosto de 2009: el Vuelo 124 de Saha Air, un Boeing 707, con registro EP-SHK, regresó al Aeropuerto de Ahvaz, Ahvaz, Irán para efectuar un aterrizaje de emergencia diez minutos después del despegue debido a un fallo en uno de sus cuatro motores. Los 176 tripulantes y pasajeros salieron ilesos.[8]

- 14 de enero de 2019: el Accidente del Boeing 707 de Saha Airlines. El avión se estrelló en la Base Aérea Fath, en Irán. Quince de las dieciséis personas a bordo murieron.